# Riki Wilchins
Riki Anne Wilchins (* 1952) stammt aus den Vereinigten Staaten von Amerika und arbeitet aktivistisch und journalistisch an Transgender-Themen. Wilchins war an der Gründung der Aktionsgruppe Transexual Menace (1993) und der Bürgerrechtsorganisation Gender Public Advocacy Coalition (GenderPAC: 1995–2009) beteiligt.

## Leben
Wilchins studierte Klinische Psychologie an der New School for Social Research und schreibt Kolumnen zu Geschlechterfragen in der ältesten US-amerikanischen LGBT-Zeitschrift The Advocate.
Wilchins wirkte in Rosa von Praunheims Film Transexual Menace (1996) mit.
1997 erschien Wilchins' Autobiografie Read My Lips: Sexual Subversion and the End of Gender (zu deutsch etwa: „Lese es von meinen Lippen: Sexuelle Unterwanderung und das Ende der Geschlechtereinteilung“).
2001 wurde Wilchins vom Time magazine unter den 100 Civic Innovators of the 21st Century („100 zivile Erneuerer des 21. Jahrhunderts“) gelistet.
2002 beteiligte sich Wilchins an der Herausgabe der Artikelsammlung GenderQueer: Voices from beyond the Sexual Binary, das die öffentliche Aufmerksamkeit auf nichtbinäre Geschlechtsidentitäten lenkte.
2004 erschien Queer Theory, Gender Theory: An Instant Primer, eine Synthese von Queer-Theorie und Gender Studies, die 2006 ins Deutsche übersetzt wurde (Gender-Theory: Eine Einführung im Querverlag).
2019 erschien das Buch Gender Norms and Intersectionality: Connecting Race, Class and Gender, in dem Wilchins gegen die Geschlechterordnung mit ihren diskriminierenden Geschlechterrollen sowie gegen heteronormative Sexualvorstellungen argumentiert.

## Privatleben
Wilchins beschrieb im Jahr 1997 die eigene Geschlechtsidentität als genderqueer (eine nichtbinäre Geschlechtsidentität). Diese Bezeichnung nutzte Wilchins erstmals 1995 im Newsletter In Your Face zur Abgrenzung gegenüber dem Druck zur Festlegung auf eine entweder weibliche oder männliche Geschlechterrolle. Im Folgenden sprach Wilchins oft von „uns Genderqueeren“ und setzte sich aktivistisch für nichtbinäre und Transgender-Geschlechtsidentitäten ein.
2001 beschrieb das Time Magazine Wilchins mit den Worten: „Wilchins, die ihr Leben vor 49 Jahren als Junge begann, wurde in den 1970ern zu einer Transfrau. Aber heute weigert sie sich, sich mit einem von beiden Geschlechtern zu identifizieren.“ Wilchins Wunsch nach dem geschlechtsneutralen Pronomen „s/he“ wollte der Interviewer dabei nicht nachkommen: „sorry Riki, aber ‚s/he‘ ist noch kein eigenes Wort“.

## Werke
Bücher:
- Read My Lips. Sexual Subversion & the End of Gender. Firebrand Books, Ithica 1997, ISBN 1-56341-090-7.
- als Herausgeberin, zusammen mit Joan Nestle und Clare Howell: GenderQueer. Voices from Beyond the Sexual Binary. Alyson Books, Los Angeles 2002, ISBN 1-55583-730-1.
- Queer Theory/Gender Theory. An Instant Primer. Alyson Books, Los Angeles 2004, ISBN 1-55583-798-0.
  - Deutsch: Gender Theory. Eine Einführung. Übersetzung von Julia Roth. Querverlag, Berlin 2006, ISBN 3-89656-130-8.
- TRANS/gressive. How Transgender Activists Took on Gay Rights, Feminism, the Media & Congress… and Won! Riverdale Avenue Books, Riverdale NY 2017, ISBN 978-1-62601-368-1.
- Burn the Binary! Selected Writings on the Politics of Trans, Genderqueer and Nonbinary. Riverdale Avenue Books, Riverdale NY 2017, ISBN 978-1-62601-407-7 (Artikelsammlung; Vorschau in der Google-Buchsuche).
- Gender Norms and Intersectionality. Connecting Race, Class and Gender. Rowman & Littlefield, London u. a. 2019, ISBN 978-1-78661-083-6.

Artikel:
- Eighteen Things You Don't Say to a Transsexual. A Light-Hearted Look at Prejudicial Comments Borne of Ignorance. In: Polare Magazine. Hrsg. von The Gender Centre Inc., Australien. Nr. 23, April 1998 (gendercentre.org.au [Memento vom 23. April 2018 im Internet Archive; PDF: 442 kB; 3 S.]).
- Only a Cross Dresser. Awaiting the Rise of the Truly Revolutionary Force. In: Polare Magazine. Hrsg. von The Gender Centre, Inc. Australien. Nr. 58, Juli 2004 (gendercentre.org.au [Memento vom 28. März 2018 im Internet Archive; PDF: 439 kB; 3 S.]).